# Словацкий медицинский университет
Словацкий медицинский университет в Братиславе (словац. Slovenská zdravotnícka univerzita v Bratislave) — государственное высшее учебное заведение университетского типа.
Создан в 1953 году, как Словацкая академия последипломного медицинского образования в братиславском районе Тренчин (Slovenská postgraduálna akadémia medicíny), с 25 июня 2002 г. функционирует как медицинский университет в Братиславе. Имеет несколько филиалов в городах Словакии.
Медицинский университет в Братиславе является единственным университетом в Словакии, который обеспечивает подготовку медицинских работников всех трёх степеней высшего образования (бакалавр, магистр, доктор). Специализируется на непрерывном обучении наукам системы здравоохранения. Осуществляется изучение по направлениям медицинское и сестринское дело, общественное здравоохранение, санитария и другие.
Ректор — Петер Шимко, профессор, доктор медицинских наук.

## Факультеты
Словацкий медицинский университет в Братиславе состоит из четырех факультетов:
- Врачебный факультет
- Факультет санитарии и профессиональных медицинских исследований
- Факультет общественного здоровья
- Врачебный факультет, расположенный в г. Банска-Бистрица (с 2005 г.)